# گورستان گامه دول
گورستان گامه دول مربوط به هزاره اول قبل از میلاد است و در شهرستان نمین، بخش عنبران، روستای جید واقع شده و این اثر در تاریخ ۲۳ شهریور ۱۳۸۲ با شمارهٔ ثبت ۱۰۰۲۹ به‌عنوان یکی از آثار ملی ایران به ثبت رسیده است.